# Liste de ponts de l'Hérault

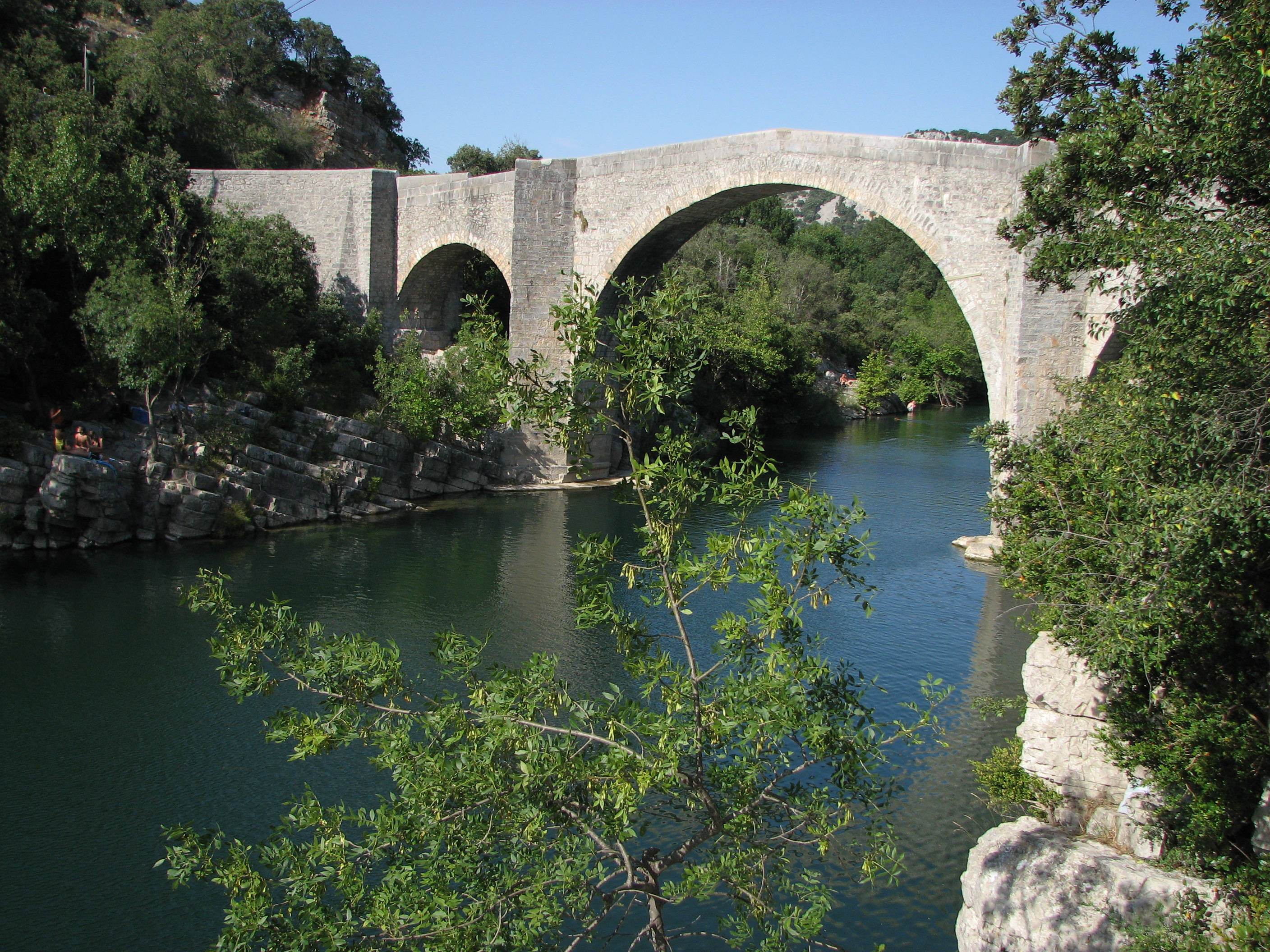
Pont de Saint-Étienne d'Issensac, à Brissac, sur l'Hérault

## Ponts de longueur supérieure à 100 m
Les ouvrages de longueur totale supérieure à 100 m du département de l’Hérault sont classés ci-après par gestionnaires de voies.

### Routes départementales
- Pont de Cessenon, sur l'Orb, d'une longueur de 113 m, conception due à Adolphe Boulland.

## Ponts de longueur comprise entre 50 m et 100 m
Les ouvrages de longueur totale comprise entre 50 et 100 m du département de l’Hérault sont classés ci-après par gestionnaires de voies.

### Routes départementales
- Pont de Tabarka reliant Béziers à Maraussan ;
- Pont de Cazouls reliant Cazouls-lès-Béziers à Murviel-lès-Béziers.

## Ponts présentant un intérêt architectural ou historique
Les ponts de l’Hérault inscrits à l’inventaire national des monuments historiques sont recensés ci-après.
- Pont du Diable - Aniane - XIe siècle ; XIIIe siècle
- Pont - Aspiran - XVIIIe siècle
- Pont - Avène - XIIIe siècle ; XIXe siècle ; XXe siècle
- Pont Vieux sur l'Orb - Béziers - XIIe siècle ; XIVe siècle ; XVe siècle ; XVIe siècle
- Pont romain - Boisseron  - Haut-Empire romain ; XIXe siècle
- Pont - Bosc (Le) - XVIIIe siècle
- Pont de Saint-Étienne d'Issensac - Brissac - XIVe siècle
- Pont sur la Cadoule - Castries - XVIIIe siècle
- Pont - Ceilhes-et-Rocozels - XIVe siècle ; XVIIIe siècle ; XIXe siècle
- Pont sur l'Hérault - Gignac - XVIIIe siècle ; XIXe siècle
- Pont sur l'Hérault - Saint-André-de-Sangonis et Gignac - XXIe siècle fin de construction en 2007
- Pont - Lagamas - XIXe siècle
- Pont - Lodève - XVIe siècle ; XVIIIe siècle
- Pont de Montifort - Lodève
- Pont - Lunas - XVIIIe siècle
- Vieux Pont sur l'Hérault - Montagnac
- Pont Juvénal - Montpellier - XIIIe siècle ; XVe siècle
- Ponts sur le Verdanson - Montpellier - XIXe siècle
- Pont du Diable - Olargues - XIIe siècle
- Pont vieux - Riols  - XVIIe siècle ?
- Pont d'Andabre - Rosis  - XVIIIe siècle ?
- Pont - Saint-Félix-de-Lodez - XVIIIe siècle
- Pont du Diable - Saint-Jean-de-Fos - XIe siècle
- Pont romain (restes) - Saint-Thibéry - Antiquité ; Gallo-romain ; Moyen Âge
- Pont vieux - Saint-Thibéry  - XVIe siècle
- Pont de Saint-Étienne - La Salvetat-sur-Agout
- Pont sur la Thongue - Servian - XVIIe siècle ; XVIIIe siècle
- Pont du Diable - Villemagne-l'Argentière
- Pont romain d'Ambrussum (restes) - Villetelle

## Sources
Base de données Mérimée du Ministère de la Culture et de la Communication.